# 日本科学協会
公益財団法人日本科学協会（にほんかがくきょうかい）（英語名：The Japan Science Society）は、科学者の育成、科学知識の普及、国際相互理解の促進を行っている公益法人。元文部科学省研究振興局学術研究助成課所管。現在所轄官庁は内閣府。

## 概要
「科学研究を奨励し、広く一般にその成果を伝達して、科学教育の振興に寄与し、さらに教育・研究図書等の提供並びに学術交流等を行い、国際相互理解を促進することによって、文化の発展と人材の育成 を通じ、日本と世界の安定的な発展に寄与すること」（定款第3条）を目的として設立された財団法人。
主に、科学・技術の普及・振興のための事業や、アジア諸国の大学等に図書を寄贈するプロジェクトを実施している。

## 沿革
- 大正10年（1921年）　任意団体として「科学知識普及会」が発足
- 大正13年（1924年）　国内の学者200余名の理事及び評議員により「財団法人科学知識普及会」に財団法人化
- 昭和19年（1944年）　東京工業大学内で活動していた日本科学協会と合併し、「財団法人日本科学協会」と改称
- ※戦争などにより科学書籍の発行事業を除き全ての事業活動を休止
- 昭和50年（1975年）　再発足
- 昭和63年（1988年）　若手研究者への支援事業「笹川科学研究助成」事業を開始
- 平成11年（1999年）　日本の図書を中国へ寄贈する「教育・研究図書有効活用プロジェクト」事業を開始
- 平成24年（2012年）　内閣府より公益認定をうけ、公益財団法人へ移行
- 平成25年（2013年）　中高生へ研究指導をする「サイエンスメンタープログラム」を開始。

## 現行事業

### 科学・技術の振興

#### 笹川科学研究助成
昭和63年（1988年）度から日本財団の助成金を受けて実施している研究助成事業。人文・社会科学及び自然科学（医学を除く）に関するものを対象にし、萌芽性、新規性及び独創性のある内容をもった研究で、意欲に満ち優れた研究を行う若手研究者の育成のため、その研究に対する助成を行っている。
平成19年（2007年）度より、特色ある制度の確立のため、従来の「一般科学研究」および「海洋・船舶科学研究」を対象とした<学術研究部門>と、これまでの「学芸員、図書館司書等がおこなう研究」助成を発展させ、教育・学習・自立支援等の様々な現場における社会的要請の高い研究への支援を目指す<実践研究部門>の2部門となった。

#### 海外発表促進助成
平成13年（2001年）度より、過去に笹川科学研究助成を受けた研究者を対象にした助成制度として設置された。
国際学会、国際シンポジウムなどの国際的な場での研究発表を助成対象とするものであり、国際的な研究活動の展開を促進するために、その渡航旅費や参加費等、必要経費の助成をしている。

### 科学・技術の普及

#### 科学実験データベースの公開
主に子供を対象とした科学実験のデータベース。平成9年（1997年）から兵庫教育大学原体験教育研究会の協力を得て作成し、日本科学協会Webサイト上に公開している。
科学実験データベースは、キーワード検索のほか、科学の分野・季節・危険度・難易度・場所・対象年齢（学年）などのカテゴリーから個人に合ったものを選択し、検索することができる。また、親が子供のどの部分を育てたいか（感性、工夫、忍耐力、直感、探究心など）という目的から検索することもできる。
なお、同サイトには、「原体験コラム」というページが設けられている。「科学実験データベース」が子供を対象としたものであるのに対し、「原体験コラム」は大人を対象としたもので、科学的な好奇心を掻き立てる話題から教育に関する話題まで、テーマは多岐にわたっている。

#### 中高生のためのサイエンスメンタープログラム
科学に関心を持ち、個人もしくは小グル―プで科学研究を進めている中学生・高校生（メンティ）に対して、経験豊かな自然科学・応用科学の専門研究者（メンター）から、学校教育の枠にとらわれない高度な専門研究レベルの科学教育のプログラムを一定期間学ぶことができる機会を提供することで、次代の科学・技術を担う人材を育成する。

### 国際理解の促進

#### BOOK ENVOY PROJECT
平成11年（1999年）度、日本国内の出版社や大学図書館、個人の方々から収集した図書を、中国の大学等に寄贈する事業（教育・研究図書有効活用プロジェクト）を開始し、平成13年（2001年）度から平成27年（2015年）度まで寄贈対象大学の図書担当者等を対象に日本招聘を実施した。平成30年（2018年）度には事業名を日中未来共創プロジェクト、令和4年（2022年）度にはBOOK ENVOY PROJECTと変更して寄贈先をアジア諸国等に拡大した。2023年8月現在、中国（86大学）、タイ（1大学）、フィリピン（1大学）、インド（2大学）、ウズベキスタン（1大学）にそれぞれ寄贈している。

#### 日中未来共創プロジェクト
平成16年（2004年）度から教育・研究有効活用プロジェクトの一環として、多様な日中交流事業を実施、平成30年（2018年）度には事業名を日中未来共創プロジェクトと変更した。

##### 笹川杯全国大学日本知識大会
平成16年（2004年）度より中国の大学の日本語学習者を対象に中国で開催している日本に関するクイズ大会で、成績優秀者の日本招聘を併せて実施している。

##### 笹川杯本を味わい日本を知る作文コンクール
平成28年（2016年）度より中国の若者を対象に開催している日本関係図書の感想文コンクールで、中国語版コンクール（共催：上海交通大学図書館）と日本語版コンクール（共催：中国外文局アジア太平洋広報センター）を併行実施している。成績優秀者の日本招聘を併せて実施している。

##### 笹川杯日本研究論文コンクール
平成30年（2018年）度より中国の大学生を対象として、中国日語教学研究会、吉林大学とともに開催している日本に関する研究論文コンクールで、成績優秀者の日本招聘を併せて実施している。

##### Panda杯全日本青年作文コンクール
平成26年（2014年）度より日本の若者を対象として、中国外文局アジア太平洋広報センター、中華人民共和国駐日本国大使館とともに開催している中国に関する日本語で応募の作文コンクールで、成績優秀者の中国訪問を併せて実施している。

## 過去に実施した事業

### 定期刊行物の発行

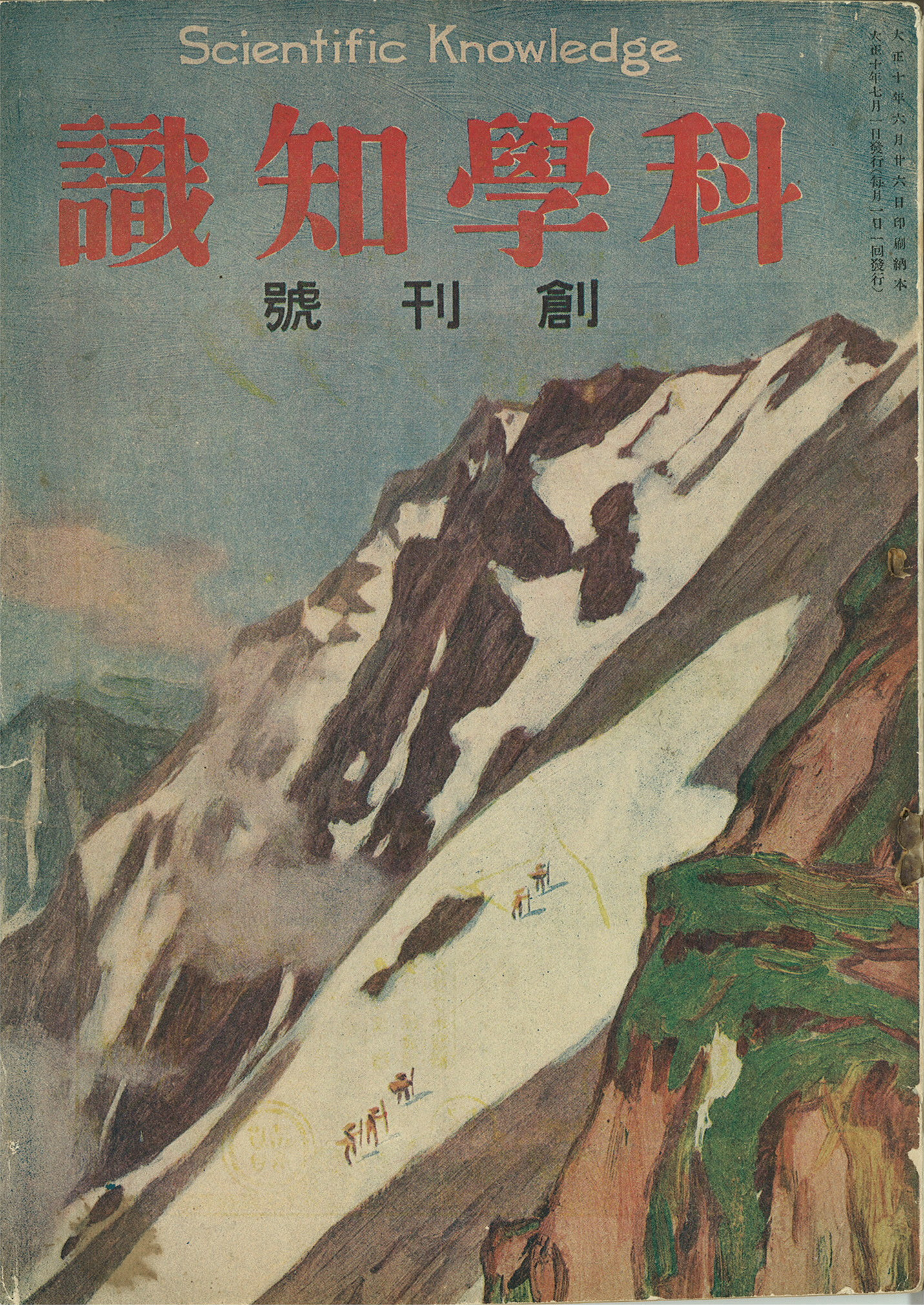
『科學知識』創刊号

- 『科學知識』（月刊）大正10年（1921年）7月から昭和25年（1950年）5月まで
- 自然観察誌『採集と飼育』（月刊）昭和14年（1939年）1月から平成2年（1990年）12月まで
- 日本語版『ワイルドライフ』（月刊）昭和51年（1976年）4月から昭和59年（1984年）9月まで
- 生物教材研究誌『教材生物ニュース』（月刊）昭和54年（1979年）4月から昭和59年（1984年）3月まで
- 『ワッツ』（月刊）昭和53年（1978年）5月から昭和55年（1980年）3月まで

### 水域環境をめぐる学習活動等の成果公開支援
地域の水域環境に積極的にかかわっているNGO、NPO、市民グループなどが行う調査・研究活動の成果を地元の人々に公開する際に必要な経費について支援するもの。平成13年（2001年）度から平成17年（2005年）度まで実施し、全国のNGO、NPO、市民グループ計46団体に支援した。

### 「青少年の科学体験まつり」の開催
手近な材料を使った易しい実験や、遊びをまじえた実験などにより、子供たちに科学の楽しさ、不思議さを伝えるための大規模な科学学習イベント。平成4年（1992年）度から平成12年（2000年）度、平成14年（2002年）度に全国9都市13ヶ所で開催。
イベントの実施については、実験ノウハウをもつ全国の先生などの協力を得て準備するとともに、開催地の小・中学校の先生や生徒の父母に参加を呼び掛けて行った。
また、展示される実験については、目で見て、耳で聞いて、手で触れるといった人間の五感による原体験を基本に考えられた内容で、子供たちに科学に対する理解のみならず、感動を与え、好奇心や夢を膨らませるよう工夫を凝らしたものだった。

### 研究船で海を学ぼう
平成17年（2005年）度より実施。海洋科学知識の普及活動を促進させ、次代の海洋科学を担う人材を掘り起こすための、調査研究船を使用した体験学習事業。
例年、全国から公募した約80名（高校生60名、学校教諭等20名）を対象に、東海大学の所有する調査研究船「望星丸」を使用し、主に太平洋に流れる黒潮域において海洋科学における実習（気象・海象観測、プランクトン採取、採泥等）を行い、望星丸下船後に採取した試料やデータの分析を行った。大学で実際に使用されている実験器具や、大学の教授や海洋学者等が指導する為、受講する高校生にとっては、大学での実習の先取りに近い、質の高い研修内容であった。

### 体感型実験装置群の製作と巡回展の開催
生活と深く係わりのある身近な話題をテーマに、見て、触れて、試しながら理解を深めるプログラム仕立ての体感型実験装置群を開発・製作し、「大人が子供に伝える日常の科学シリーズ」として、全国の科学館・博物館で巡回展示する企画。今日の先端科学・技術が目に見えず理解しがたい“特別なもの”として扱われ、若者の科学離れが深刻化していることを危惧して、科学・技術が明快で親しみやすい存在であることを広く一般の人間に理解してもらうことを目的に実施している。
シリーズ第一弾は「自然界の水“台風がやってきた！”」と称され、「台風」をテーマにした装置群が平成18年（2006年）9月13日から9月18日まで船の科学館（東京都品川区）で展示された後、平成19年（2007年）8月から全国の科学館・博物館で巡回展示を行っていた。現在、日本国内での巡回展はすべて終了している。
シリーズ第二弾は「光の謎を解き明かせ！」と称され、「光」をテーマにした装置群が平成22年（2010年）9月11日から9月26日（休館日を除く）まで船の科学館で展示された後、平成23年(2011年)6月より全国の科学館・博物館で巡回展示を行っている。平成26年（2014年）に、製作した装置群は、防府市青少年科学館ソラールへ譲渡した。

### Cubic Earth-もしも地球が立方体だったら
「もしも、地球が立方体だったら、地球表面の環境がどのように変化するか」を考え、私たちが実際に住んでいる地球の環境がどのようにつくられているか、科学的根拠に基づいたオリジナル映像を作成し、解説している。

### Read Japan プロジェクト
日本に関する多様な分野の厳選された英文図書を、世界の大学図書館、研究所等へ寄贈するとともに、寄贈対象図書の梗概等を web サイト、SNS 等で公開することにより、世界の広範な地域における日本理解の促進を図った。
＊日本財団が2007年度から2020年度まで実施してきた図書寄贈事業（READ JAPAN PROJECT）を本会が引き継いで実施した。

### 笹川杯作文コンクール―感知日本
平成20年（2008年）度より中国の若者を対象として、日本に関する作文コンクールで、中国語版のコンクール（共催：中国青年報社）と日本語版のコンクール［共催：人民中国雑誌社（現：中国外文局アジア太平洋広報センター）］を並行開催していた。中国語版コンクールは、2012年度、日本語版コンクールは2018年度に事業を終了した。